# Luigi Rossi (1910-1997)
Luigi Rossi (Codigoro, 19 giugno 1910 – 19 dicembre 1997) è stato un politico italiano.

## Biografia
Iniziò la propria attività giornalistica già ai tempi del liceo, proseguendola durante e dopo gli studi universitari, coronati con l'ottenimento delle lauree in farmacia e in giurisprudenza. Lavorò al Resto del Carlino e all'EIAR e collaborò a diversi periodici quali Il lavoro fascista, prima di essere richiamato alle armi in seguito all'entrata dell'Italia nella Seconda guerra mondiale. Fu assegnato prima al fronte libico, poi a quello russo, dove ricoprì il grado di capitano e tornò con un principio di assideramento.
Aderì alla Resistenza e, dopo la liberazione di Roma nel 1944, fondò l'agenzia di stampa ORBIS e il quotidiano Italia-Sera; successivamente lavorò alla Gazzetta del Popolo, all'Agenzia Giornalistica Italia e alla Gazzetta del Mezzogiorno, della cui redazione romana divenne capo e che nel 1978 lasciò per fondare l'Agenzia Cronaca Parlamentare. Dopo aver militato nella Democrazia Cristiana fino al 1975, nel 1988 si avvicinò ad Umberto Bossi, di cui divenne uno dei più stretti collaboratori, fino ad esserne il portavoce ufficiale e a pubblicare una sua biografia, Tempo di Bossi.
Nel 1992 fu eletto con la Lega Nord alla Camera dei deputati in Emilia-Romagna, il più anziano deputato dell'XI Legislatura. Riconfermò il seggio nel 1994 nel collegio di Milano 6. Non rieletto alle elezioni del 1996 (in cui fu candidato al Senato), dopo poche settimane abbandonò il movimento, dichiarando di credere in una riforma federale dello stato italiano e di essere contrario alla svolta secessionistica effettuata dalla Lega.

## Procedimenti giudiziari
Durante l'XI legislatura Rossi, il cui seggio era accanto a quello di Bossi, votò per diverse volte al posto del segretario della Lega Nord quando questi era assente. Scoperto, dichiarò di aver agito di propria iniziativa e fu denunciato per truffa.

## Opere

### Narrativa
- Luigi Rossi, La garitta sul gorgo, Roma, Quattrini, 1929.[2]
- Luigi Rossi, Olopan il nestoriano, Milano, Todariana, 1989.

### Saggistica
- Luigi Rossi, Politica tessile italiana, Roma, Edizioni Fronte Unico, 1936.
- Luigi Rossi, Il petrolio nel mondo, collana La vita moderna, Milano, Fratelli Bocca, 1938.
- Luigi Rossi, Storia dell'artigianato libico, Editrice Artigiana, 1938.
- Luigi Rossi, La legge delle proporzioni invertite, Roma, Edizioni Economia Politica, 1938.
- Luigi Rossi, I "marxoidi", Roma, Ari, 1978.
- Luigi Rossi, La strategia dei "marxoidi", vol. I, Napoli, Società Editrice Napoletana, 1979.
- Luigi Rossi, La strategia dei "marxoidi", vol. II, Napoli, Società Editrice Napoletana, 1980.
- Luigi Rossi, Brezhnev, Berlinguer & C., Napoli, Società Editrice Napoletana, 1981.
- Luigi Rossi, Un tifone che si chiama Hanoi, Napoli, Società Editrice Napoletana, 1982.
- Luigi Rossi, Uomini che ho conosciuto: Mussolini, Roma, Trevi, 1987.
- Luigi Rossi, Tempo di Bossi, Manduria, Centro Grafico-Editoriale, 1993.
- Luigi Rossi, Perché ho lasciato la Lega Nord, Quaderni di Idea. Politica n°1, Roma, Idea, 1996, pp. 24
- Luigi Rossi, Il caso Prodi. Chi difende la moglie di Cesare?, Quaderni di Idea. Politica n°2, Roma, Idea, 1997